# سورن جنسن
سورن جنسن (بالدنماركية: Søren Jensen)‏ (1 مارس 1984 في الدنمارك - ) هو لاعب كرة قدم دانمركي في مركز الدفاع. شارك مع منتخب الدنمارك تحت 21 سنة لكرة القدم. أما مع النوادي، فقد لعب مع نادي أودنسه ونادي أود ونادي راندرس ونادي فايله ونادي فيبورج ونادي هورسينس وFC Fredericia ‏ وFC Nordjylland ‏.

## وصلات خارجية
- سورن جنسن على موقع قاعدة بيانات كرة القدم.إي يو (الإنجليزية)